# Braço do Trombudo
Braço do Trombudo é um município brasileiro do estado de Santa Catarina. Localiza-se a uma latitude 27º21'28" sul e a uma longitude 49º53'08" oeste, estando a uma altitude de 404 metros. Sua população estimada em julho de 2018 era de 3 718 habitantes. O nome da cidade se originou do fato de que na época da colonização, existiam na região  muitas antas, cujas trombas, associadas ao formato do leito do rio que corta a cidade que, em suas descidas, formavam trombas.
Possui uma área de 90,426 km².

## História
Entre 1920 e 1921, Braço do Trombudo recebeu seus pioneiros, vindos de Blumenau e regiões vizinhas, e que se aventuraram subindo as margens do rio Itajaí-Açu. Procediam, essencialmente, das mais diversas regiões da Alemanha. As primeiras famílias desbravaram terras através de precárias trilhas entre as matas.
Nesta época, já havia ligação entre o planalto serrano e o litoral catarinense que passava por Braço do Trombudo, por estradas precárias, sendo inicialmente feito o transporte em lombo de animais, depois por carroceiros, até a chegada dos primeiros caminhões, que faziam suas paradas nos pontos estratégicos - km 10, km 15, km 20 e Serril.
Uma das primeiras referências ao nome Trombudo datam de 5 de Maio de 1791. Naquela data o Capitão-Mor de Lages remeteu ao Governador de São Paulo o “auto de demarcação, em 30 de abril, no novo caminho, que da Villa de Lages vai para Santa Catarina, do lugar Serra do Trombudo até onde chegava o limite da Capitania de S. Paulo; demarcação a que assistiu um agente por parte de Santa Catarina." Posteriormente o nome da serra serviu para denominar novos lugares, surgindo daí nomes como Barra do Trombudo, Trombudo Central, Trombudo Alto (Agrolândia) e Braço do Trombudo.
Braço do Trombudo possuía pequenas agroindústrias (amido de mandioca) cerâmicas e serrarias. Na década de 1970 começou a desenvolver-se quando da criação de indústrias do setor metal-mecânico (fixadores, parafusos, balanças, etc) mantendo ainda o setor cerâmico e moveleiro, que levou a seu desenvolvimento e à busca pela emancipação política.

### Emancipação
O município foi emancipado através da Lei Estadual n.º 8.355, de 26.09.91 e sua instalação oficial deu-se em 1 de janeiro de 1993 sendo desmembrado do município de Trombudo Central, mas pertencendo àquela comarca. Seu primeiro prefeito eleito foi Ervino Vermoelhen(PMDB), seguido por Harry Teske(PMDB) e novamente Ervino Vermoelhen(PMDB).

## Turismo
O destaque do turismo é para cachoeiras com 30 m de altura e o hotel com águas sulfurosas.
- Águas Sulfurosas
- Furnas
- Turismo rural

## Esporte
Torneios e Ligas do Município de Braço do Trombudo.
- Campeonato Municipal de Futsal 2017